# 華嚴經
《華嚴經》，全名《大方廣佛華嚴經》（羅馬化：Mahāvaipulya Buddhāvataṃsaka Sūtra），又名為《雜華經》、《佛雜花經》，是大乘佛教的重要經典之一。據稱本經是釋迦牟尼佛於菩提樹下成道後，在禪定中為文殊、普賢等大菩薩顯現無盡法界時所宣講，被認為是佛教中最為浩瀚廣博的世界觀介紹。華嚴宗依據本經立法界緣起、事事無礙等義為宗旨。

## 華嚴宗旨

### 經題
《大方廣佛華嚴經》經名由“大”（mahã）、“方廣”（vaipulya）、“佛陀”（buddha）和“華嚴”（avataṃsaka）組成，意為「名為『佛華嚴』的大乘方廣經典」。其中“大”指大乘，與“方廣”連用強調經文之方正、廣大、平等。
華嚴梵語為avataṃsa、avataṃsaka，指王冠、耳環、花鬘等環狀裝飾品，引申為裝飾繁複、莊嚴美麗；「佛華嚴」（Buddhāvataṃsaka）指稱佛國之無限莊嚴，也指此經中蓮華藏世界（毘盧遮那佛淨土）之美麗。
日本學者櫻部建則認為「佛華嚴」是形容諸佛示現神通變化，由四面八方乘坐蓮花前來集會的「諸佛雲集」，與「華藏世界」關係不大。在梵本《撰集百緣經》的第15緣，佛陀示現稱為「佛華嚴遊戲」（Buddhāvataṃsakavikrīḍita）的神變，「於其臍中，出七寶蓮華，各有化佛結跏趺坐，放大光明，上至阿迦膩吒天，下至阿鼻地獄」；又在藏譯佛典中，藏語「集會」一詞（phal chen）常用來對譯梵語的avataṃsaka。

### 華嚴宗
華嚴宗以華嚴經為“法喻因果”，“理智人法”兼備之名稱，一經的要旨，都包含在題目中。大，即包含之義；方，即軌範之義；廣，即周遍之義。即一心法界之體用，廣大而無邊，故稱為大方廣。佛，即證入大方廣無盡法界者；華（花），即成就萬德圓備果體之因行的譬喻；嚴，即開演因位之萬行，以嚴飾佛果之深義，此為佛華嚴。
華嚴宗主張此經以「因果緣起、理實法界」為宗（因果緣起必無自性，無自性故即理實法界。法界理實必無定性，無定性故即成因果緣起），說菩薩以菩提心為因而修諸行，頓入佛地的因果，顯示心性含攝無量、緣起無盡、時空行願等相涉相入、無礙無盡的理境，及佛果地遼闊無礙、莊嚴無比的勝境。此經之舊譯（六十卷本）有寶王如來性起品，亦即新譯（八十卷本）之如來出現品，揭橥了華嚴宗的性起思想；性起二字的詮釋，是華嚴學界的重要議題。
據雲棲袾宏（蓮池大師），華嚴經要旨為：「知一切法，即心自性，成就慧身，不由他悟」，出〈梵行品〉。

## 歷史淵源
根據漢傳華嚴宗的說法，《華嚴經》是龍樹進入龍宮取回的，有上中下三種版本，內容長度不同，傳入人間的版本為下本十萬頌。
龍樹在《大智度論》中，提到《十地經》與《不可思議經》，提到的內容對應於華嚴經十地品與入法界品。龍樹與世親也曾為《十地經》作註解，即《十住毗婆沙論》與《十地經論》。呂澂認為，龍樹時代還沒集成大本《華嚴經》，而是以單行本方式流傳。
印順導師認為，《華嚴經》集成可劃分為三個階段：最早出現的是《兜沙經》與《菩薩本業經》等；隨後出現《十地經》與《不可思議經》等；這些單行本最終集成大本《華嚴經》。早期的《十地經》都不說十波羅密，印順導師指出，可以從《華嚴經》裏對十波羅密的使用，說明整部經典或全本，是經過不斷增補而形成的，所以大本《華嚴經》應是後期大乘的著作。 
佛教學者認為，《華嚴經》最早的寫作年代，可能在佛滅後約五百年，可能在西元3或4世紀時開始集結。《华严经》最初在印度只是分散的章句，并没有集结成完整的经典。约在公元2～4世纪中叶间，华严系的经典从南印度，向西北印度和中印度传播。最后在中国西域地区合成大本的《华严经》。

## 不同语言版本

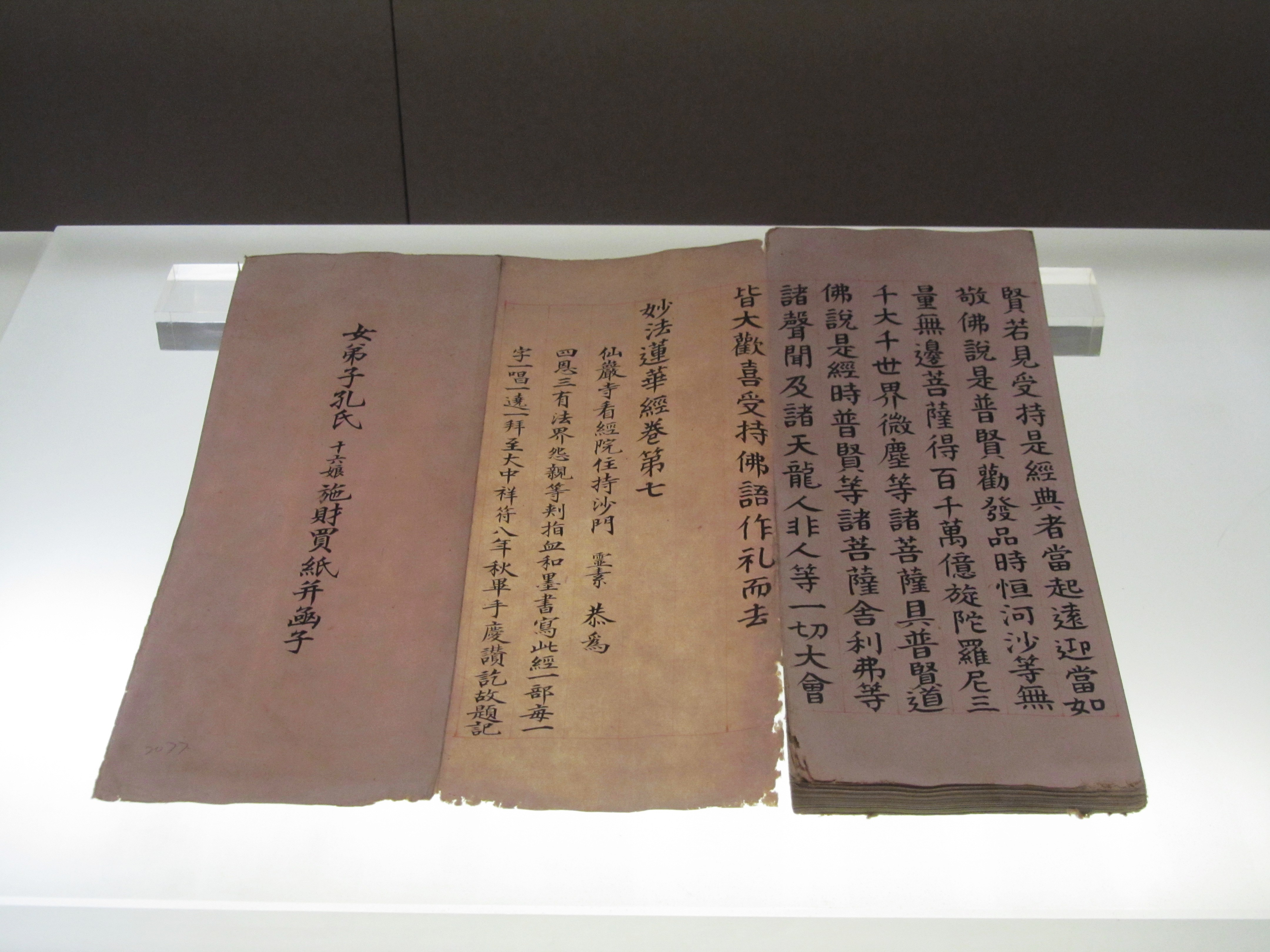
北宋寫本《普賢行願品》，瑞安慧光塔出土，浙江省博物馆藏

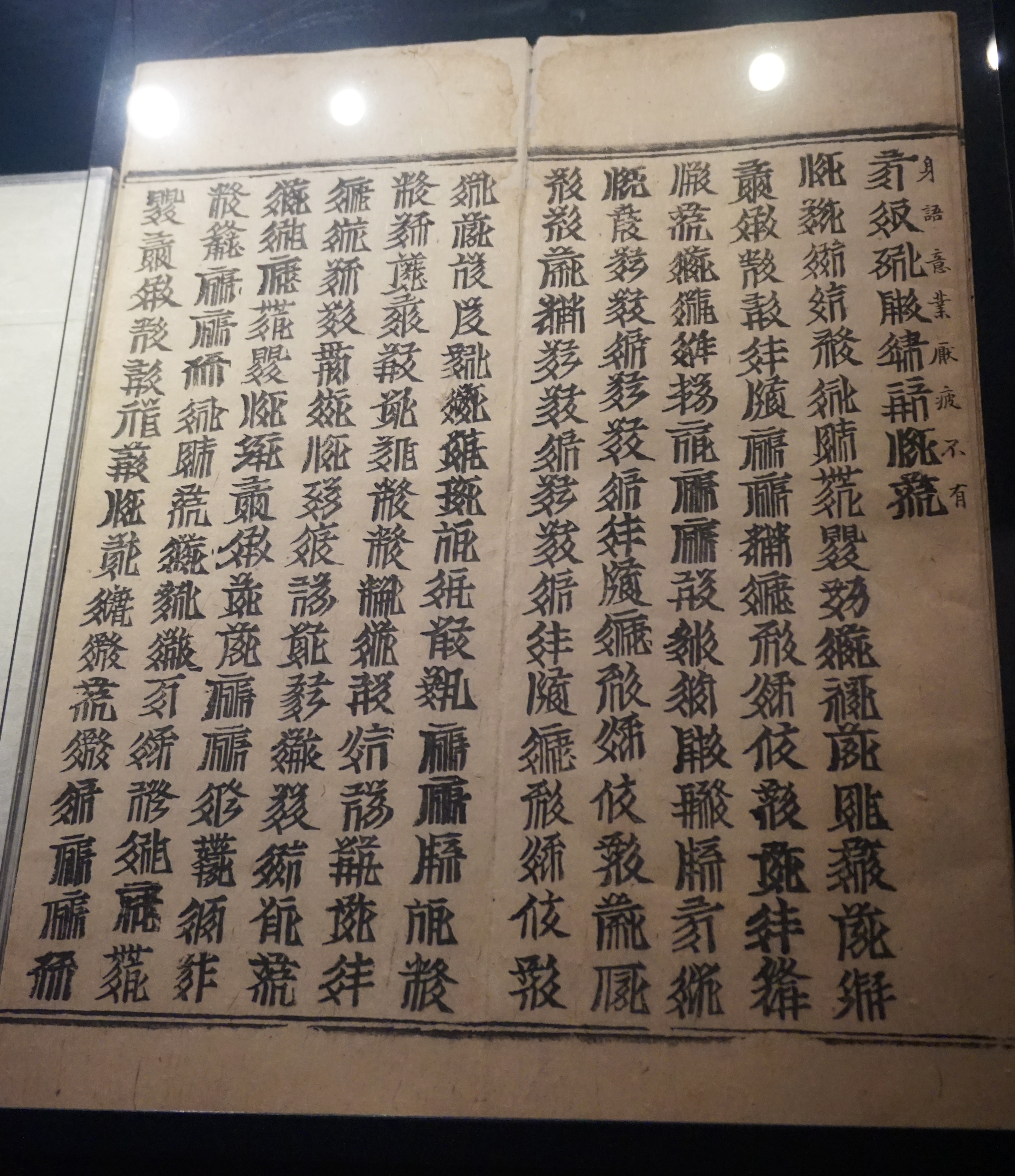
西夏文活字印本《华严经普贤行品》，甘肃省博物馆藏。首行对应汉文“身语意业无有疲厌”

作為眾多佛典集成的一大部類，《華嚴經》的梵文原本現已不存。本經的梵文本目前發現了相當於《十地品》的《十地經》（Daśabhūmika Sūtra）和相當於《入法界品》的《健拏驃訶》（Gaṇḍavyūha） 。這兩本經在印度獨立傳播，在尼泊爾，被歸入大乘佛教的“九法”之中，並且也有獨立的漢譯本。此外，近年發現，西藏還保存有《華嚴經·壽量品》的梵文原本，在中亞一些屬於《華嚴經》的梵文殘片也被陸續發現。
《華嚴經》有三個漢譯本：
- 六十華嚴：東晉佛馱跋陀羅譯，六十卷。又稱《舊華嚴》、《晉經》。收於大正藏第九冊。
- 八十華嚴：唐代于闐實叉難陀譯，八十卷。又稱《新華嚴》、《唐經》。收於大正藏第十冊。總成七處，九會，三十九品。[20]。
- 四十華嚴：唐代般若譯，四十卷[21]。全稱《大方廣佛華嚴經入不思議解脫境界普賢行願品》[22]，略稱《普賢行願品》，為《入法界品》的別譯本，其文大量增加，並附有普賢十大行願和「普賢廣大願王清淨偈」（普賢菩薩行願讚、普賢菩薩行願王品、普賢菩薩行願王經）。因在貞元十二年譯出，故又稱《貞元經》。收於大正藏第十冊。在藏傳佛教，〈普賢菩薩行願讚〉也受到高度的重視，尤其是七支供養法。

藏文甘珠爾收錄《華嚴經》（藏語：སངས་རྒྱས་ཕལ་པོ་ཆེ་ཞེས་བྱ་བ་ཤིན་ཏུ་རྒྱས་པ་ཆེན་པོའི་མདོ།，威利转写：sangs rgyas phal po che zhes bya ba shin tu rgyas pa chen po'i mdo）共45品，三萬九千三十頌；前44品相當於八十華嚴的前38品，最後一品相當於《入法界品》。其經文原本來自西域于闐，勝友、智軍譯，遍照校，內容與漢文本頗有出入，並多出兩品，分別是第十一品「如來華嚴品」（Tathāgatāvataṃsaka），位於毗盧遮那品後如來名號品前，以及第三十二品「普賢宣說品」（大方廣普賢所說經 ），位於十地品後十定品前。

## 内容

### 結構
| 七處九會                   | 五周因果      | 八十華嚴 四萬五千頌 (三十九品)                                                           | 六十華嚴 三萬六千頌 (三十四品) | 別行本 |
| -------------------------- | ------------- | ---------------------------------------------------------------------------------------- | ------------------------------ | --- |
| (初會) 菩提場 （寂滅道場） | 所信因果 [信] | 世主妙嚴品 Sarva-lokendra-vyūha-naya-prabhāva                                            | 世間淨眼品                     | |
| (初會) 菩提場 （寂滅道場） | 所信因果 [信] | 如來現相品                                                                               | 盧舍那佛品                     | |
| (初會) 菩提場 （寂滅道場） | 所信因果 [信] | 普賢三昧品                                                                               | 盧舍那佛品                     | |
| (初會) 菩提場 （寂滅道場） | 所信因果 [信] | 世界成就品 Lokadhātu-samudra-nirdeśa- vibhāvana-samudāgama                               | 盧舍那佛品                     | |
| (初會) 菩提場 （寂滅道場） | 所信因果 [信] | 華藏世界品 Kusuma-tala-vyūhālaṃkāra- lokadhātu-samudra-pariśuddhā- guṇa-samudra-avabhāsa | 盧舍那佛品                     | |
| (初會) 菩提場 （寂滅道場） | 所信因果 [信] | 毗盧遮那品                                                                               | 盧舍那佛品                     | |
| (二會) 普光明殿            | 差別因果 [解] | 如來名號品                                                                               | 如來名號品                     | 兜沙經，後漢支讖譯 菩薩本業經，吳支謙譯 |
| (二會) 普光明殿            | 差別因果 [解] | 四聖諦品                                                                                 | 四諦品                         | |
| (二會) 普光明殿            | 差別因果 [解] | 光明覺品                                                                                 | 如來光明覺品                   | 兜沙經，後漢支讖譯 菩薩本業經，吳支謙譯 |
| (二會) 普光明殿            | 差別因果 [解] | 菩薩問明品                                                                               | 菩薩明難品                     | |
| (二會) 普光明殿            | 差別因果 [解] | 淨行品 Gocara-pariśuddhi                                                                 | 淨行品                         | 菩薩本業經，吳支謙譯 諸菩薩求佛本業經，失譯 |
| (二會) 普光明殿            | 差別因果 [解] | 賢首品 Bhadraśrī                                                                         | 賢首菩薩品                     | |
| (三會) 忉利天宮            | 差別因果 [解] | 昇須彌山頂品                                                                             | 佛昇須彌頂品                   | 菩薩本業經，吳支謙譯 |
| (三會) 忉利天宮            | 差別因果 [解] | 須彌山頂上偈讚品                                                                         | 菩薩雲集妙勝殿上說偈品         | |
| (三會) 忉利天宮            | 差別因果 [解] | 十住品 Daśa-vyavasthāna                                                                  | 菩薩十住品                     | 菩薩本業經，吳支謙譯 菩薩十住行道品，失譯 菩薩十住經，晉竺法護譯 |
| (三會) 忉利天宮            | 差別因果 [解] | 梵行品 Brahmacharya                                                                      | 梵行品                         | |
| (三會) 忉利天宮            | 差別因果 [解] | 初發心功德品                                                                             | 初發心菩薩功德品               | |
| (三會) 忉利天宮            | 差別因果 [解] | 明法品 Dharmāloka                                                                        | 明法品                         | |
| (四會) 夜摩天宮            | 差別因果 [解] | 昇夜摩天宮品                                                                             | 佛昇夜摩天宮自在品             | |
| (四會) 夜摩天宮            | 差別因果 [解] | 夜摩宮中偈讚品                                                                           | 夜摩天宮菩薩說偈品             | |
| (四會) 夜摩天宮            | 差別因果 [解] | 十行品                                                                                   | 功德華聚菩薩十行品             | |
| (四會) 夜摩天宮            | 差別因果 [解] | 十無盡藏品                                                                               | 菩薩十無盡藏品                 | |
| (五會) 兜率天宮            | 差別因果 [解] | 昇兜率天宮品                                                                             | 如來昇兜率天宮一切寶殿品       | |
| (五會) 兜率天宮            | 差別因果 [解] | 兜率宮中偈讚品                                                                           | 兜率天宮菩薩雲集讚佛品         | |
| (五會) 兜率天宮            | 差別因果 [解] | 十迴向品 Vajradhvaja-pariṇāmanā                                                          | 金剛幢菩薩十迴向品             | |
| (六會) 他化自在天宮        | 差別因果 [解] | 十地品 Daśa-bhūmikā                                                                      | 十地品                         | 漸備一切智德經，晉竺法護譯 十住經，後秦鳩摩羅什譯 十地經，唐尸羅達摩譯 |
| (七會) 普光明殿            | 差別因果 [解] | 十定品 Daśa-samādhi                                                                      |                                | 等目菩薩所問三昧經，晉竺法護譯 |
| (七會) 普光明殿            | 差別因果 [解] | 十通品                                                                                   | 十明品                         | |
| (七會) 普光明殿            | 差別因果 [解] | 十忍品                                                                                   | 十忍品                         | 如來興顯經，晉竺法護譯 |
| (七會) 普光明殿            | 差別因果 [解] | 阿僧祇品                                                                                 | 心王菩薩問阿僧祇品             | |
| (七會) 普光明殿            | 差別因果 [解] | 壽量品                                                                                   | 壽命品                         | 顯無邊佛土功德經，唐玄奘譯 校量一切佛剎功德經，宋法賢譯 Anantabuddhakṣetraguṇodbhāvana |
| (七會) 普光明殿            | 差別因果 [解] | 諸菩薩住處品                                                                             | 菩薩住處品                     | |
| (七會) 普光明殿            | 差別因果 [解] | 佛不思議法品                                                                             | 佛不思議法品                   | |
| (七會) 普光明殿            | 差別因果 [解] | 如來十身相海品                                                                           | 如來相海品                     | |
| (七會) 普光明殿            | 差別因果 [解] | 隨好光明功德品                                                                           | 佛小相光明功德品               | |
| (七會) 普光明殿            | 平等因果 [解] | 普賢行品 Samantabhadra-cārya-nirdeśa                                                     | 普賢菩薩行品                   | |
| (七會) 普光明殿            | 平等因果 [解] | 如來出現品 Tathāgatotpatti-saṃbhava-nirdeśa                                              | 寶王如來性起品                 | 如來興顯經，晉竺法護譯 |
| (八會) 普光明殿            | 成行因果 [行] | 離世間品 Lokottara                                                                       | 離世間品                       | 度世品經，晉竺法護譯 |
| (九會) 逝多林 重閣講堂     | 證入因果 [證] | 入法界品 Gaṇḍavyūha(健拏驃訶)                                                            | 法界品                         | 羅摩伽經，失譯 續入法界品，唐地婆訶羅譯 三曼陀颰陀羅菩薩經，失譯 普賢行願品四十卷，唐般若譯 入法界品四十二字觀門，唐不空譯 文殊師利發願經，晉佛馱跋陀羅譯 普賢菩薩行願讚，唐不空譯 普賢菩薩行願王經，失譯 普賢菩薩行願王品，失譯 Samantabhadra-caryā-praṇidhāna |
|                            |               |                                                                                          |                                | |
| (別品) 普光明殿            |               | 華嚴別品                                                                                 | 華嚴別品                       | 度諸佛境界智光嚴經，失譯 佛華嚴入如來德智經，隋闍那崛多譯 入如來智德不思議經，唐實叉難陀譯 Sarvabuddha-viṣayāvatāra-jñānā -lokālaṃkāra |
| (別品) 普光明殿            |               | 華嚴別品                                                                                 | 華嚴別品                       | 信力入印法門經，後魏菩提留支譯 Śraddhā-balā-dhānā-vatāra-mudrā |
| (別品) 如來神力所持        |               | 華嚴別品                                                                                 | 華嚴別品                       | 大方廣普賢所說經，唐實叉難陀譯 |
| (別品) 菩提樹              |               | 華嚴別品                                                                                 | 華嚴別品                       | 如來不思議境界經，唐實叉難陀譯 華嚴不思議佛境界分，唐提雲般若譯 Acintya-buddhaviṣaya-prakaraṇa |
| (別品) 鷲峯山              |               | 華嚴別品                                                                                 | 華嚴別品                       | 華嚴修慈分，唐提雲般若譯 Maitrībhāvanā-prakaraṇa |
| (別品) 鷲峯山              |               | 十住品 賢首品                                                                            | 菩薩十住品 賢首菩薩品          | 大方廣總持寶光明經，宋法天譯 Ratnolkā-dhāraṇī |

### 菩薩道地
中國佛教根據《菩薩瓔珞本業經》、《仁王護國經》、《大乘梵網經》，認為從初發心（初信位的菩薩）直到圓滿成佛，歷經三大阿僧祇劫，總共有五十二個階位，即菩薩五十二位。在《華嚴經》中，雖提到五十二位中的十住、十行、十迴向、十地，但是是在各品分別陳述，沒有明顯將其組合成一系列的位階。

### 華嚴三昧
甚深禪定名稱，明一真法界、無盡緣起之理，修六度四攝、莊嚴佛果之行，只有普賢菩薩大行，可入正覺華嚴三昧。六十華嚴三十七曰：“普賢菩薩正受三昧，其三昧名佛華嚴。”若得華嚴三昧，可謂已經成佛，《無量壽經》詩句為證：“得佛華嚴三昧，宣暢一切經典。”凈影在《無量壽經疏》中說：“如華嚴說，彼一三昧統攝法界，一切佛法悉入其中。”《華嚴經》第十二品賢首菩薩偈曰：“嚴凈不可思議剎，供養一切諸如來；放大光明無有邊，度脫眾生亦無限；智慧自在不思議，說法言辭無有礙；施戒忍進及禪定，智慧方便神通等；如是一切皆自在，以佛華嚴三昧力。”

### 华严字母
华严字母出自《大方广佛华严经入法界品》，全部有42个字母，为善财童子参访第44位善知识时传授的字智法门。相传为古代僧人为学习梵语而产生用汉字标注的梵语字母表。不空譯有《大方廣佛華嚴經入法界品四十二字觀門》：阿、多、波、左、那、邏、柂、婆、茶、沙、嚩、哆、也、瑟吒、迦、娑、麼、伽、他、社、鏁、柂、奢、佉、叉、娑多、壤、曷攞多、婆、車、娑麼、訶婆、縒、伽、吒、拏、娑頗、娑迦、也娑、室左、侘、陀。

## 註解

### 華嚴經註解
- 隋代，吉藏《華嚴經遊意》一卷
- 唐代，智儼
  - 《華嚴經搜玄記》十卷（六十華嚴）
  - 《華嚴孔目章》四卷（六十華嚴）
- 唐代，賢首法藏
  - 《華嚴經探玄記》二十卷（六十華嚴）
  - 《華嚴經文義綱目》一卷（綱要）
  - 《華嚴經旨歸》一卷（綱要）
  - 《華嚴經義海百門》一卷
- 唐代，慧苑
  - 《新譯大方廣佛華嚴經音義》（八十華嚴音義）
  - 《續華嚴經略疏刊定記》（八十華嚴）
- 唐代，荆溪湛然《大方廣佛華嚴經願行觀門骨目》一卷
- 唐代，清涼澄觀
  - 《大方廣佛華嚴經疏》六十卷（八十華嚴）
  - 《大方廣佛華嚴經隨疏演義鈔》九十卷（八十華嚴）
  - 《華嚴經疏鈔玄談》九卷
  - 《華嚴經行願品疏》十卷（四十華嚴）
  - 《大華嚴經略策》一卷（綱要）
  - 《新譯華嚴經七處九會頌釋章》一卷（綱要）
- 唐代，宗密《普賢行願品別行疏鈔》（四十華嚴）
- 唐代，李通玄
  - 《新華嚴經論》四十卷（八十華嚴）
  - 《略釋新華嚴經修行次第決疑論》四卷
  - 《大方廣佛華嚴經中卷卷大意略敘》一卷（綱要）
- 宋代，復菴
  - 《華嚴綸貫》一卷（綱要）
- 明代，憨山德清《大方廣佛華嚴經綱要》八十卷（八十華嚴）
- 清代，永光《大方廣佛華嚴經三十九品大意》一卷（綱要）
- （日本）鎌田茂雄（日语：鎌田茂雄）《華嚴經講話》（六十華嚴）

### 十地經論釋
- 龍樹菩薩《十住毗婆沙論》
- 無著菩薩《十地經論》

## 論書引用
「淨行品」、「十地品」、「十迴向品」、「如來出現品」、「離世間品」、「入法界品」等華嚴單經（品），在大乘論書中得到頻繁引用。這表明《華嚴經》在印度相當流行，也得到印度大乘論師的重視。

## 華嚴宗
《金獅子章》全稱《華嚴金獅子章》，是華嚴宗三祖賢首國師向武則天闡述華嚴宗義理的講記，比喻巧妙，深入淺出，結構嚴謹，言簡意賅，令武則天茅塞頓開，大為贊賞。此章采用以十代表圓滿的華嚴結構，共分十個部分：一名緣起，二辨色空，三約三性，四顯無相，五說無生，六論五教，七勒十玄，八括六相，九成菩提，十入涅槃。

## 註解
1. ↑  在《維摩詰所說經》中另有「華嚴菩薩」（羅什譯本），來自另一個梵語詞彙Padmavyūha（英语：Padmavyuha），他本譯作蓮華淨（支謙本）、蓮華嚴（玄奘本）[5]，根據《注維摩詰經》的解釋，「以三昧力現眾華，遍滿虛空大莊嚴」稱為華嚴。又《放光般若經》：「昔者我於花嚴國」，在他本譯作「華嚴城、眾華城」（羅什譯本）、「眾華王都、蓮華王都」（玄奘譯本）、「華嚴大城」（《佛本行經》）、「蓮花城」（《四分律》、《大寶積經·菩薩藏會》）、「鉢摩大國」（《增壹阿含經》、《太子瑞應本起經》、《四分律》）、「鉢摩國」（《六度集經》）、「鉢摩訶」（《異出菩薩本起經》）、「蓮華具足」（《大乘菩薩藏正法經》），其梵本用詞為Padmāvatī[6]，該處或又稱作「燈光城」 Dīpavatī[7]。
2. ↑  健拏gaṇḍa是指瘤或莖節，用於複合語gaṇḍa-時，有大或最上的意思。驃訶vyūha意指裝飾、莊嚴、壯麗、分佈、安排[18][19]。
3. ↑  《六十華嚴》沒有在普光明殿說法的〈十定品〉，故從「十明品」至「寶王如來性起品」皆劃入第六「他化自在天宮」會。
4. ↑  《六十華嚴》為第七會。
5. ↑  《六十華嚴》為第八會。